# Église Sainte-Colombe de Cabanes

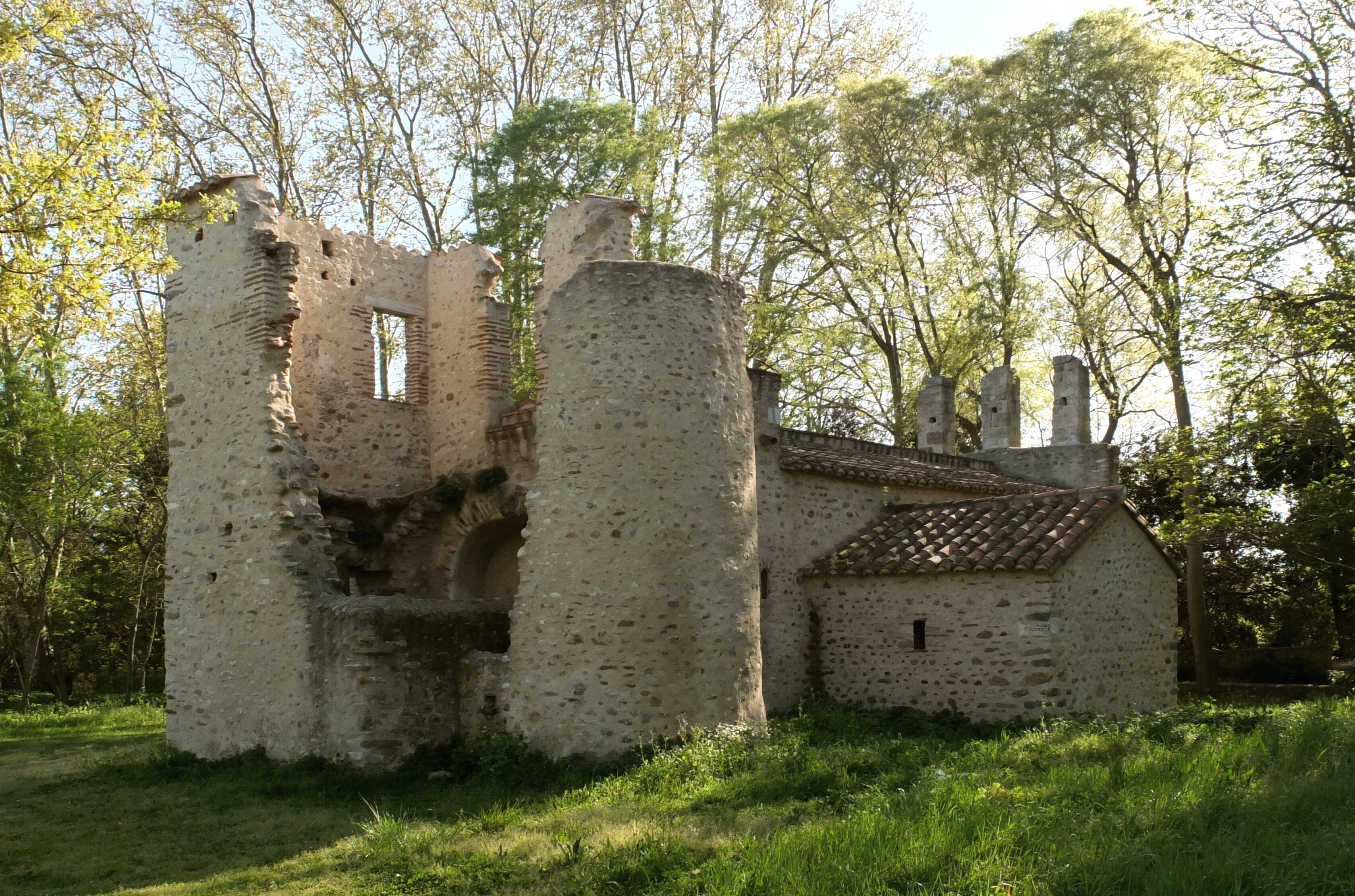
L'église vue du NE

Pour les articles homonymes, voir église Sainte-Colombe.
L'église Sainte-Colombe de Cabanes est une église romane située dans l'ancienne commune de Cabanes, à Saint-Génis-des-Fontaines, dans le département français des Pyrénées-Orientales.